# Кирилівка (Корюківський район)
Кири́лівка — село в Україні, у Корюківській міській громаді Корюківського району Чернігівської області. Населення становить 56 осіб. До 2016 орган місцевого самоврядування — Забарівська сільська рада.

## Географія
Село розташоване за 17 км від районного центру і за 4 км від залізничної станції Низківка . Висота над рівнем моря — 133 м.

## Топоніміка
За розповідями старожилів, село отримало назву від імені селянина Кирила, який оселився на цих землях разом зі своєю родиною.

## Історія
У Національній книзі пам'яті жертв Голодомору 1932—1933 років в Україні перелічено 2 жителів села, які загинули від голоду.
12 червня 2020 року, відповідно до розпорядження Кабінету Міністрів України № 730-р «Про визначення адміністративних центрів та затвердження територій територіальних громад Чернігівської області», увійшло до складу Корюківської міської громади.
19 липня 2020 року, в результаті адміністративно-територіальної реформи та ліквідації колишнього Корюківського району, село увійшло до складу новоутвореного Корюківського району.